# Patrice Scrimenti
Patrice Scrimenti est un footballeur français qui évolue au poste de défenseur central. Il naît le 13 août 1971 à Marseille.

## Biographie
Patrice Scrimenti a commencé le football dans le petit club de Rognac, dans les Bouches-du-Rhône, et ensuite a joué comme professionnel dans divers club.

## Carrière
- AS Rognac
- Olympique de Marseille
- 1990-1993 : AS Saint-Étienne
- 1993-1996 : US Valenciennes-Anzin
- 1996-1997 : OFC Charleville
- 1997-2000 : ES Wasquehal
- 2000-2002 ; Valenciennes FC
- 2002-2005 : SC Orange